# Vikrafell
Vikrafell är en kulle i republiken Island. Den ligger i regionen Norðurland eystra, 270 km öster om huvudstaden Reykjavík. Toppen på Vikrafell är 845 meter över havet, eller 126 meter över den omgivande terrängen. Bredden vid basen är 1,8 km.
Trakten runt Vikrafell är nära nog obefolkad, med mindre än två invånare per kvadratkilometer. Det finns inga samhällen i närheten. Trakten runt Vikrafell är ofruktbar med lite eller ingen växtlighet.